# Between Two Fires
| Críticas profissionais | Críticas profissionais |
| Avaliações da crítica  | Avaliações da crítica  |
| Fonte                  | Avaliação              |
| ---------------------- | ---------------------- |
| Rolling Stone          | (3.5/5)                |

Between Two Fires é o terceiro álbum solo do cantor inglês de pop rock, Paul Young. Lançado em 1986 pela 	Columbia/CBS, o álbum alcançou a quarta posição nas paradas de álbuns do Reino Unido e #77 na parada norte-americana de álbuns da Billboard Hot 200. O álbum recebeu o certificado de disco de platina pela British Phonographic Industry (BPI) por vender trezentos mil cópias.

## Faixas
Todas as músicas foram compostas por Paul Young e Ian Kewley, exceto as que estão informadas.
1. "Some People" 4:43
2. "Wonderland" (Betsy Cook) 4:58
3. "War Games" (Andrew Barfield) 4:18
4. "In the Long Run" (Young, Kewley, Pino Palladino) 4:19
5. "Wasting My Time" 5:18
6. "Prisoner of Conscience" (Young, Kewley, Pino Palladino) 4:22
7. "Why Does a Man Have to Be Strong?" 4:21
8. "A Certain Passion" 4:12
9. "Between Two Fires" 3:48
10. "Wedding Day" 4:56